# Torrskär
Torrskär är en ö i Finland. Den ligger i Finska viken och i kommunen Raseborg i den ekonomiska regionen  Raseborg i landskapet Nyland, i den södra delen av landet. Ön ligger omkring 85 kilometer väster om Helsingfors.
Öns area är 4,1 hektar och dess största längd är 370 meter i sydöst-nordvästlig riktning. Ön höjer sig omkring 15 meter över havsytan.